# Io non tremo (1997-2006)
Io non tremo (1997-2007), pubblicato nel 2007, è il secondo DVD-documentario degli Afterhours.

## Il DVD
Si tratta del secondo dei due DVD-doppi del progetto-antologia del 2007, uscito l'11 maggio. Questo lavoro segue a distanza di pochi mesi il precedente Non usate precauzioni/Fatevi infettare (1985-1997), uscito in febbraio.
L'opera è così strutturata:
- DVD 1: contiene la seconda parte del documentario sulla carriera degli Afterhours dal 1997 al 2007.
- DVD 2: contiene la raccolta di 31 video live, amatoriali e non, dagli esordi al 2006.

## DVD 1
1. Non è per sempre
2. Collaborazioni
3. Tora! Tora!
4. Crisi
5. Quello che non c'è
6. MTV day 2002
7. Le città invisibili
8. Lavorare con lentezza
9. Greg Dulli
10. Ballate per piccole iene
11. Tour USA 2006
12. Conclusioni

## DVD 2
1. How We Divide Our Souls (1990)
2. Coalitions (Arezzo Wave-Psyco Stage-1994)
3. Mio Fratello è Figlio Unico (TV-1994)
4. Plastilina (TV-1994)
5. Ossigeno (TV-1996)
6. Dentro Marilyn (TV-1996)
7. Strategie (TV-1996)
8. Posso Avere Il Tuo Deserto (TV-1996)
9. Questo Pazzo Pazzo Mondo di Tasse (Mi-Acquatica-1997)
10. Sui Giovani D'Oggi Ci Scatarro Su
11. Rapace (1999)
12. Non Si Esce Vivi Dagli Anni '80 (1999)
13. L'Estate (1999)
14. Pelle (31/3/2000)
15. Quello Che Non C'è (MTV Supersonic-12/4/2002)
16. Bye Bye Bombay (MTV Day-14/9/2002)
17. È La Fine più Importante (Bo-10/4/2005)
18. Musicista Contabile (Bo-2005)
19. Male di Miele (Roma-26/6/2005)
20. Strangefruit (The Gutter Twins-Roma-11/9/2005)
21. Ballata Per La Mia Piccola Iena (Roma-11/9/2005)
22. Veleno (Roma-11/9/2005)
23. Non Sono Immaginario (Roma-11/9/2005)
24. The Thin White Line (New Orleans-USA-7/6/2006)
25. Come Vorrei (New Orleans-USA-7/6/2006)
26. White Widow (Los Angeles-USA-21/6/2006)
27. La Sottile Linea Bianca (Palermo-7/8/2006)
28. Sulle Labbra (Palermo-7/8/2006)
29. Il Sangue Di Giuda (Palermo-7/8/2006)
30. Male In Polvere (Palermo-7/8/2006)
31. Quello Che Non C'è (Palermo-7/8/2006)